# Cartier SA
Cartier S.A., cunoscut Cartier este un producător de ceasuri și bijuterii din Franța. Corporația poartă numele familiei de bijutierii Cartier. Cartier SA are sediul în Paris. Compania are o istorie lungă și distinsă servind fețe regale, precum și staruri și celebrități. Prințul Charles de Wales a apreciat Cartier ca fiind „Joaillier des Rois, Roi des Joailliers” (Bijuteriul Regilor, Regele Bijutierilor). Cartier a primit o comandă de 27 de diademe pentru încoronarea viitorului rege britanic, Regele Eduard al VII-a, care fost încoronat în 1902, iar în 1904 a onorat compania cu mandatul de furnizor regal la Curtea Regală a Angliei. Mandate similare, au urmat la scurt timp de la curțile din Spania, Portugalia, Rusia, Siam, Grecia, Serbia, Belgia, România, Egipt și în cele din urmă Albania, și, de asemenea, de la Casa de Orleans și Principatul Monaco.